# Каменка (приток Турьи)
Ка́менка — река в городском округе Карпинск Свердловской области. Впадает в реку Турью в 104 км от её устья, недалеко от посёлка Новая Княсьпа, расположенного на другом берегу. Длина — 12 км. Истоки на восточных склонах горы Чёрный Увал. Выше по течению в Турью впадает также ручей Каменка.

## Данные водного реестра
По данным государственного водного реестра России, река Каменка относится к Иртышскому бассейновому округу, водохозяйственный участок реки — Сосьва от истока до в/п деревни Морозково, речной подбассейн реки — Тобол. Речной бассейн реки — Иртыш.
Код водного объекта: 14010502412111200010271.